# Маріупольський район
Маріупольський район (Маріупольщина) — район в Донецькій області України. Адміністративний центр — місто Маріуполь.
Станом на 2022 року територія району частково окупована Росією внаслідок її збройного вторгнення.
30 вересня Російська Федерація оголосила про анексію цієї області, хоча контролює її лише частково і так і не спромоглася оволодіти її районним центром.

## Історія
17 липня 2020 року постановою Верховної Ради від 17 липня «Про створення і ліквідацію районів» було утворено Маріупольський район, до його складу увійшли:
- Волноваський район (південна частина)
- Мангушський район
- Нікольський район
- місто обласного значення Маріуполь

## Територіальні громади
У складі району 5 територіальних громад:
- Кальчицька сільська громада
- Мангушська селищна громада
- Маріупольська міська громада
- Нікольська селищна громада
- Сартанська селищна громада

## Населені пункти
Всього 1 місто, 6 смт, 82 сільських населених пунктів
- Кальчицька сільська громада — 16 сіл: Кальчик, Асланове, Водяне, Гранітне, Зоря, Касянівка, Катеринівка, Келерівка, Кирилівка, Ключове, Кременівка, Македонівка, Малоянисоль, Приовражне, Труженка, Херсонес;
- Мангушська селищна громада — 2 смт: Мангуш, Ялта, а також 15 сіл: Азовське, Бабах-Тарама, Білосарайська Коса, Бурякова Балка, Глибоке, Дем'янівка, Захарівка, Комишувате, Мелекіне, Огороднє, Портівське, Стародубівка, Українка, Урзуф, Юр'ївка;
- Маріупольська міська громада — місто Маріуполь, смт Старий Крим та 9 сіл: Агробаза, Бердянське, Покровське, Приазовське, Приміське, Рибацьке, Червоне, Шевченко, Широка Балка;
- Нікольська селищна громада — смт Нікольське та 26 сіл: Бойове, Веселе, Зелений Яр, Кальчинівка, Криничне, Ксенівка, Лісне, Лугове, Малинівка, Назарівка, Новогригорівка, Новокраснівка, Новороманівка, Новоянисоль, Паннівка, Первомайське, Перемога, Республіка, Садове, Сергіївка, Суженка, Темрюк, Тополине, Українка, Федорівка, Шевченко
- Сартанська селищна громада — смт Сартана і Талаківка та 16 сіл: Бердянське, Водяне, Гнутове, Заїченко, Калинівка, Лебединське, Ломакине, Орловське, Павлопіль, Пищевик, Пікузи, Сопине, Федорівка, Чермалик, Черненко, Широкине

## Місцеві свята
- День визволення Маріуполя від проросійських терористів